# Широково (Ленинградская область)
Широково — деревня в Копорском сельском поселении Ломоносовского района Ленинградской области.

## История
Упоминается как пустошь Sirakowa Ödhe в Каргальском погосте (восточной половине) Копорского уезда в шведских «Писцовых книгах Ижорской земли» 1618—1623 годов.
На карте Ингерманландии А. И. Бергенгейма, составленной по шведским материалам 1676 года, она обозначена как деревня Serakova.
На шведской «Генеральной карте провинции Ингерманландии» 1704 года — как Cerakova.
Как деревня Шараково упоминается на карте Ингерманландии А. Ростовцева 1727 года.
На карте Санкт-Петербургской губернии Ф. Ф. Шуберта 1834 года обозначена деревня Ширакова, состоящая из 50 крестьянских дворов.

ШИРОКОВО — деревня статской советнице Юрьевой, число жителей по ревизии: 162 м. п., 157 ж. п. (1838 год)

Согласно карте профессора С. С. Куторги 1852 года, деревня называлась Шираково.

ШИРОКОВО — деревня статской советницы Юрьевой, по просёлочной дороге, число дворов — 41, число душ — 163 м. п. (1856 год)

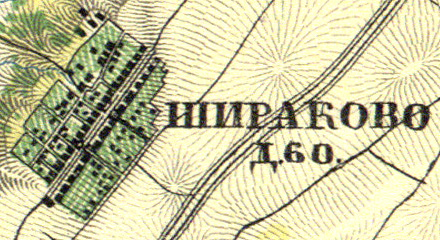
План деревни Широково. 1860 год.

Согласно «Топографической карте частей Санкт-Петербургской и Выборгской губерний» в 1860 году деревня называлась Шираково и насчитывала 60 крестьянских дворов.

ШИРАКОВО — деревня владельческая при ключах, число дворов — 45, число жителей: 136 м. п., 135 ж. п. (1862 год)

В конце XIX века деревня административно относилась к Копорской волости 2-го стана Петергофского уезда Санкт-Петербургской губернии, в начале XX века — 3-го стана.
По данным «Памятной книжки Санкт-Петербургской губернии» за 1905 год деревня называлась Шираково.
С 1917 по 1922 год деревня Широково входила в состав Широковского сельсовета Копорской волости Петергофского уезда.
С 1922 года в составе Копорского сельсовета.
С 1923 года в составе Троцкого уезда.
Согласно данным переписи населения СССР 1926 года в деревне Широково проживали 204 человека — большинство русские, а также эстонцы и финны.
С 1927 года в составе Ораниенбаумского района.
В 1928 году население деревни Широково составляло 208 человек.

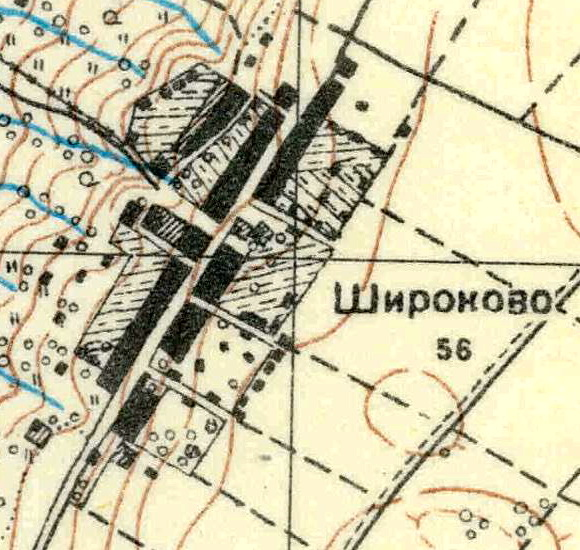
План деревни Широково. 1930 год

Согласно топографической карте 1930 года деревня насчитывала 56 дворов.
По данным 1933 года деревня Широково входила в состав Копорского сельсовета Ораниенбаумского района.
С 1 августа 1941 года по 31 декабря 1943 года деревня находилась в оккупации.
С 1963 года в составе Гатчинского района.
С 1965 года вновь в составе Ломоносовского района. В 1965 году население деревни Широково составляло 318 человек.
По данным 1966, 1973 и 1990 годов деревня Широково также входила в состав Копорского сельсовета.
В 1997 году в деревне Широково Копорской волости проживали 70 человек, в 2002 году — 60 человек (русские — 95 %), в 2007 году — также 60.

## География
Деревня расположена в юго-западной части района на автодороге 41К-014 (Волосово — Керново), к северу от административного центра поселения, села Копорье.
Расстояние до административного центра поселения — 1 км.
Расстояние до ближайшей железнодорожной станции Копорье — 4 км.

## Демография
| 1862 | 2002 | 2007 | 2010 | 2017 |
| ---- | ---- | ---- | ---- | ---- |
| 271  | ↘60  | →60  | ↗77  | ↘20  |

## Улицы
Александровская, Нижняя, Юрьево урочище, Юрьевская.